# ロールス・ロイス・ファントムVIII
ファントムVIII（Phantom VIII）は、イギリスの自動車メーカーであるロールス・ロイス・モーター・カーズが製造・販売するセダン型の高級車である。

## 概要
2017年7月27日、発表。エンジンはBMWの開発した最高出力571psの6.75L V12ツインターボエンジン「N74B68」が搭載され、そこにZF製8速ATが組み合わされる。また、ファントムVIIIでは四輪操舵システムが新たに搭載された。
「魔法の絨毯」と評される乗り心地は、最新世代のセルフレベリング・エアサスペンションによってさらに高められ、電子制御式ショックアブソーバー調整システムがボディの加速度、ホイールの加速度、ステアリングの入力、車載カメラからの情報を利用して毎秒数百万回もの計算を行なってダンパー設定を常時変化させる。
静粛性については、130kg以上におよぶ遮音材を採用するとともに、優れた遮音性を実現するため鋳造アルミ製ジョイントや高性能の吸音素材を採用。また、路面からの騒音を遮断するため、スペースフレームのフロアとバルクヘッドに2層式の合金製スキンを採用することでその効果を高めた。さらに、これらのスキンの間にヘビー・フォーム（重さのある発泡素材）とフェルト層を挿入。これらに加え、ヘッドライナー、ドア内部、トランク内部の空洞部分に高吸収素材の層を設けて遮音性を高めたほか、タイヤ内部に特殊な発泡体の層を形成し、タイヤ空洞部で発生する騒音を消し去ることでタイヤ全体から発生する騒音を9db減少させる「サイレント・シールタイヤ」を装備。これらの結果、100km/h時の騒音レベルを7代目比で約10％低下することに成功している。

### 日本での販売
2018年1月22日、上野の東京国立博物館で発表。同日、法隆寺宝物館にて発表会が行われた。日本市場での価格は「ファントム」が5460万円、「ファントム エクステンデッドホイールベース」が6540万円。

## ワンオフモデル

### ファントム・オリベ
ロールス・ロイスがエルメスと共同制作したワンオフモデルで、実業家の前澤友作がオーダーした。2021年5月31日に納車された。
ボディカラーは、日本古来の陶器である織部焼にインスパイアされた特徴的な暗緑色とクリーム色の2トーンで仕上げられ、上部は織部焼の特徴である光沢ある暗緑色の釉薬を再現したビスポーク・カラー「MZオリベ・グリーン」を、下部は美しさを締めくくるクリーム・ホワイトで彩られている。
内装は「エルメス・エネア・グリーン・レザー」をステアリングホイール、グラブハンドル、ギヤセレクター、ロータリーコントローラーなど直接触れる細部に採用。また、ダッシュボード上部、インテリアピラー、リアパーセルシェルフ、センターコンソールやデカンタ収納部といった細部に、室内を包み込むようにエルメス・レザーを使用しているほか、グローブボックスリッドには、両ブランドの相互理解を示す証として「Habillé par Hermès Paris」（“エルメス・パリによる装飾”の意）の文字を刻印。後部座席用ヘッドレストのクッション部分やカーフ・サポートには、繊細なエルメスのパイピングが施されている。加えて、ロールス・ロイス初の試みとして、ドアアームレスト、センターコンソール、リアコンソール、ヘッドライナーに、エルメスを代表する「Toile H（トワル・アッシュ）」キャンバス地を採用している。

### ファントム・カーボンヴェイル
ドバイの顧客によってオーダーされたワンオフモデル。インテリアにアーティスト兼彫刻家のアラスター・ギブソンが製作したカーボンヴェイル・ギャラリーが組み込まれている。

### ファントム・オーキッド
シンガポールの顧客によってオーダーされたワンオフモデル。インテリアはアーティスト兼テキスタイルデザイナーであるヘレン・エイミー・マーレイがデザインした。